# Mapstr
Mapstr est une application, un réseau social et un service de cartographie qui permet d'enregistrer ses lieux favoris afin de les partager avec les autres utilisateurs.

## Principe
Les utilisateurs peuvent ajouter sur leur propre carte les lieux qu'ils ont aimés (restaurants, hôtel, lieux touristiques…) en les accompagnant de « tags », d'un court commentaire, d'une photo et d’informations de base (site web, téléphone…). Ils peuvent choisir de garder ces lieux privés ou de les rendre publics à leurs relations sur l'application.
Le nom de l'application concatène les mots anglais Master qui signifie « maître » et Map pour « carte ».

## Historique
L'application est créée par une start-up française en 2015. La première version est sortie le 16 juillet 2015 sur l'App Store. Le mois suivant, l'entreprise lève 800 000 dollars de fonds.
En juillet 2019, l'application revendique près de 1,5 million d’utilisateurs actifs. La même année, elle noue un partenariat avec la Ville de Paris afin de proposer une cartographie des lieux de la manifestation culturelle Nuit blanche. 
En 2020, la première carte interactive #EnsembleEnFrance est créée, en partenariat avec Facebook, afin de mieux renseigner les commerces de proximité dans un contexte de difficulté économique liée à la crise sanitaire. 

## Modèle économique
L'application comporte un ensemble de cartes payantes conçues par des experts culinaires, des influenceurs ou des médias. Une version premium, nommée "Mapstr Club", est disponible par abonnement. 